# Kenrick Clayton
Kenrick Clayton, 2e baronnet (c. 1713 - 10 mars 1769) de Marden Park, Surrey, est un homme politique anglais qui siège à la Chambre des communes de Grande-Bretagne de 1734 à 1769.

## Biographie

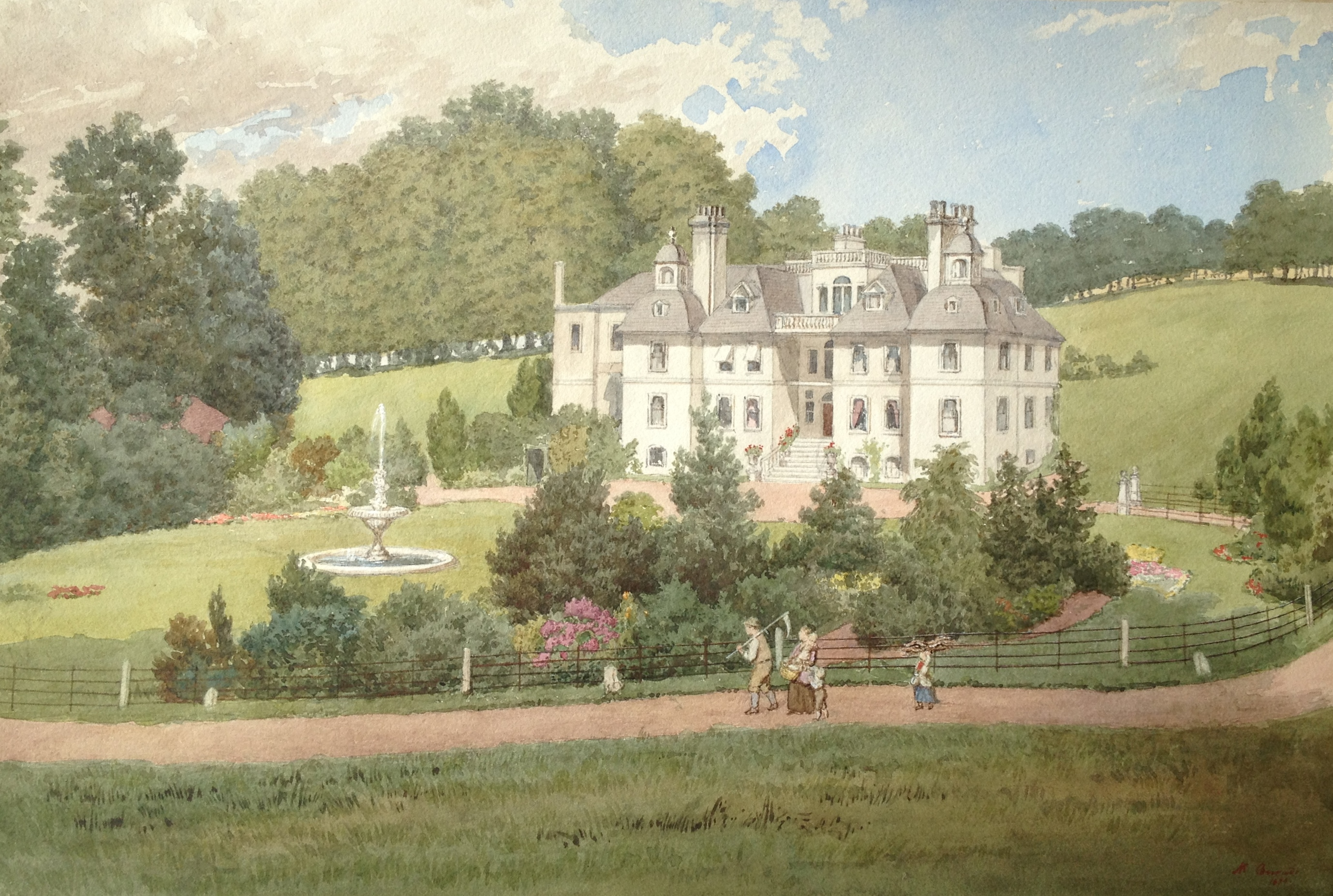
Parc Marden, 1869

Clayton est le fils aîné survivant de William Clayton, 1er baronnet (mort en 1744), et de sa femme Martha Kenrick, la fille de John Kenrick, un marchand londonien. Il est admis au Corpus Christi College, Cambridge le 9 mai 1732. Il épouse Henrietta Maria Herring, fille d'Henry Herring, directeur de la Banque d'Angleterre, le 13 février 1736. 
Le père de Clayton hérite de son oncle, Robert Clayton, le manoir de Bletchingley, et contrôle ainsi les deux sièges dans l'arrondissement pourri de Bletchingley. 
Clayton est élu avec son père comme député de Bletchingley aux élections générales britanniques de 1734, et de nouveau aux élections générales britanniques de 1741. Il devient baronnet à la mort de son père en 1744, et hérite du contrôle de Bletchingley et de l'arrondissement parlementaire de Great Marlow. Il est réélu aux élections générales subséquentes de 1747 et 1754 avec son frère William. Vers 1750, Lord Egmont décrit les Clayton comme « des gens étranges et sur lesquels on ne pouvait pas compter », mais il fait remarquer que leur présence est peu fréquente et qu'ils sont irrésolus dans l'opposition. En 1753, Clayton demande une promotion dans l'église pour son beau-frère John Thomas, qui est accordée l'année suivante après que Pelham ait fait remarquer à Newcastle qu'il détient une participation majoritaire dans deux sièges parlementaires. Il est réélu pour Bletchingly encore en 1761 et en 1768 siège avec son fils Robert. 
Clayton meurt le 10 mars 1769, laissant un fils et deux filles. Il est remplacé comme baronnet par son fils Robert qui est mort sans enfant. La baronnie passe alors au neveu de Clayton, William, fils de son frère William.